# Ekaterina Grigorieva
Ekaterina Grigorieva (Volgogrado, Rusia, 21 de abril de 1974) es una atleta rusa especializada en la prueba de 4 x 100 m, en la que ha logrado ser subcampeona europea en 2006.

## Carrera deportiva
En el Campeonato Europeo de Atletismo de 2006 ganó la medalla de plata en los relevos 4 x 100 m, con un tiempo de 42.41 segundos, llegando a meta por delante de Reino Unido y Bielorrusia, siendo sus compañeras de equipo: Yuliya Gushchina, Natalya Rusakova y Irina Khabarova.